# Contes bruns

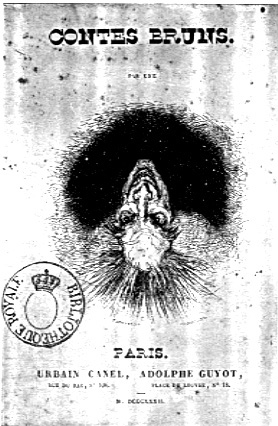
Page de titre de l'édition originale (1832) avec une vignette de Tony Johannot.

Les Contes bruns sont un recueil collectif et anonyme de contes publié à partir de 1832 chez Adolphe Guyot et Urbain Canel.

## Liste des contes bruns
- Une conversation entre onze heures et minuit (Honoré de Balzac)
- L’Œil sans paupière (Philarète Chasles)
- Sara la danseuse (Charles Rabou)
- Une bonne fortune (Philarète Chasles)
- Tobias Guarnerius (Charles Rabou)
- La Fosse de l’avare (Philarète Chasles)
- Les Trois Sœurs (Philarète Chasles)
- Les Regrets (Charles Rabou)
- Le Ministère public (Charles Rabou)
- Le Grand d’Espagne (Honoré de Balzac)